# الأثر الاقتصادي للهجرة إلى كندا
يُعَد الأثر الاقتصادي للهجرة من الموضوعات المهمة في كندا. ورغم هبوط معدل الهجرة هبوطًا حادًا منذ وصوله إلى ذروته في بدايات القرن العشرين، لا تزال كندا إحدى دول العالم التي تستقبل أغلب أعداد المهاجرين.
اتسم معدل الهجرة لكل فرد إلى كندا بالاستقرار النسبي منذ الخمسينيات من القرن العشرين. وشهدت السنوات الأخيرة زيادة ثابتة في مستوى المهارات والتعليم لدى المهاجرين إلى كندا. لكن على مدار السنوات الخمس والعشرين الأخيرة، شهد الوضع الاقتصادي للوافدين الجدد إلى كندا تراجعًا مطردًا مقارنةً بالسكان المحليين. وقد أوضحت دراسة أجرتها هيئة الإحصاء الكندية أن دخل المهاجرين الجدد قد تراجع بقدر كبير في الفترة من عام 2000 إلى 2004. ويزيد احتمال حصول المهاجرين الجدد - مقارنةً بالمواطنين الكنديين الأصل - على دخول أقل في البداية، ثم تزايد معدلات الدخول والتوظيف لتصل إلى المتوسط القومي مع مضي فترة أطول من إقامتهم في كندا.

## نظرة عامة

### الهجرة إلى كندا

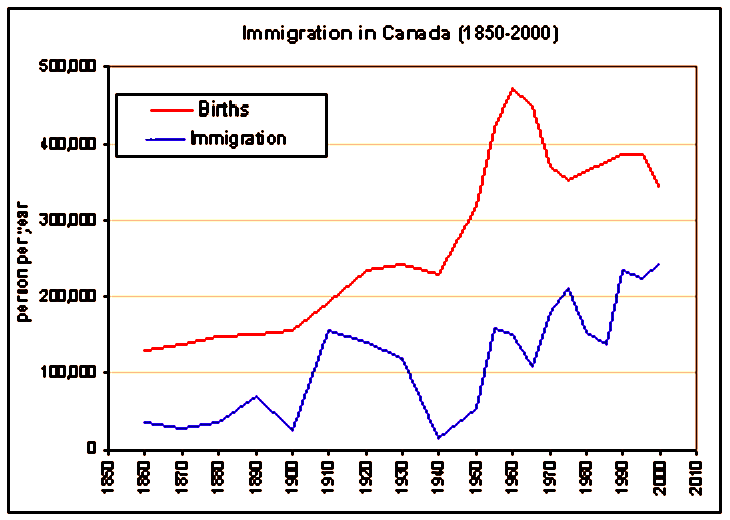
الهجرة والمواليد في كندا من عام 1850 إلى 2000

يشير برنامج الهجرة بكندا (أكتوبر 2004) إلى أن كندا بها أعلى معدل للهجرة لكل فرد في العالم، رغم أن إحصائيات كتاب حقائق العالم الصادر عن وكالة المخابرات الأمريكية (CIA) يوضح أن هذا المعدل يزيد في عدد من الدول المدن والجزر الصغيرة، فضلاً عن بعض الدول الكبيرة في المناطق التي تضم لاجئين. ولقد استقبلت كندا، في عام 2004، حوالي 235824 مهاجرًا. تتميز كندا، كذلك، عن غيرها من دول الغرب بدعمها واسع النطاق لمعدلات الهجرة المرتفعة، وهو الدعم الذي شهد زيادة في السنوات الأخيرة. وجميع الأحزاب السياسية الرئيسية في كندا تدعم إما الحفاظ على المستوى الحالي للهجرة أو زيادته. ورغم أن الحكومة الكندية السابقة المتمثلة في حزب الإصلاح كانت تبدي مخاوفها بشأن الهجرة، فإن الحكومة الحالية المحافظة لا تخطط مطلقًا لخفض مستويات الهجرة. فعند إعلان رئيس الوزراء الكندي، ستيفن هاربر عن التغييرات التي تمت في قانون الهجرة، طمأن الكنديين قائلاً: «أريد أن أوضح بوجه عام فيما يتعلق بالهجرة أن الحكومة تتبنى سياسة داعمة بقوة للهجرة. فنحن نعمل على زيادة عدد المهاجرين أكثر من أية حكومة سابقة.» ولقد كانت الحكومة الليبرالية السابقة أكثر دعمًا لارتفاع معدلات الهجرة، إذ اقترحت زيادة هذه المعدلات بنحو 20000 فرد في العام. وتُبرَر هذه السياسة عادةً بالحُجج الاقتصادية. على سبيل المثال، أشار رئيس الوزراء السابق، بول مارتن، إلى ضرورة زيادة معدلات الهجرة لسد العجز في الأيدي العاملة الماهرة، وتعويض أعداد السكان المسنين.

### الأساس المنطقي الاقتصادي للهجرة

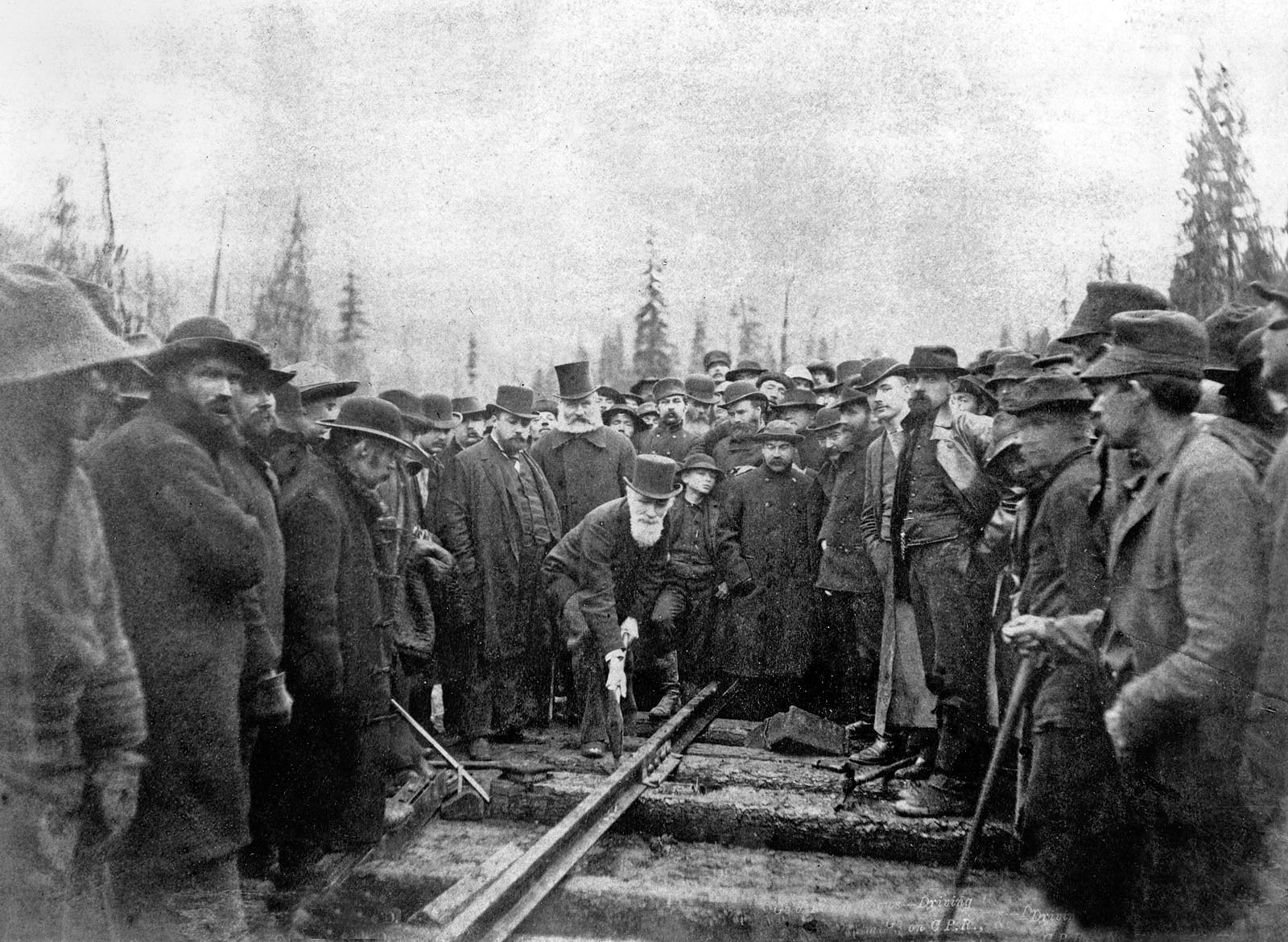
دونالد أليكسندر سميث، مهاجر من اسكتلندا، يدفع مسمار التثبيت الأخير بالسكك الحديدية. كان المهاجرون إلى كندا في ذلك الوقت من الرعايا البريطانيين (وليسوا مواطنين كنديين).

ما من رأي مُتفَق عليه فيما يتعلق بصافي أثر الهجرة في الوقت الحالي. ومن الناحية التاريخية، يمكن عزو معدلات الهجرة المرتفعة غير المعتادة في كندا إلى ما تتمتع به هذه الدولة من اقتصاد فريد من نوعه. ومن العوامل المؤدية لذلك احتواء كندا على أكبر قدر من الموارد الطبيعية في العالم، مثل الغاز والمعادن والأخشاب. تتسم كندا كذلك بندرة سكانها وانتشارهم على مساحة شاسعة من الأرض. ولذلك، عانت كندا من نقص حاد في الأيدي العاملة، وبحثت بالتالي بفاعلية عن مهاجرين لسد هذا العجز. وتضمن ذلك في أواخر القرن التاسع عشر جلب مهاجرين صينيين لتشييد السكك الحديدية الباسيفيكية الكندية، والدعايا النشطة في أوروبا بحثًا عن مزارعين من خلال الحملة المعروفة باسم لاست ويست بيست. ثمة حاجة الآن لجهود توظيف مماثلة لإمداد مشروعات النفط الرملي في ألبيرتا بالعاملين.

## كتابات أخرى
- Myers, Gustavus (1972), A history of Canadian wealth, Lewis and Samue